# Rhabdodon
Rhabdodon (que significa "dente estriado") é um gênero de dinossauro ornitópode que viveu na Europa há aproximadamente 70 a 66 milhões de anos, no Cretáceo Superior. O gênero contém uma única espécie, R. priscus. 
Considerado como gênero-tipo da família Rhabdodontidae, Rhabdodon era um herbívoro com um comprimento por volta dos quatro a seis metros de comprimento.

## Descoberta

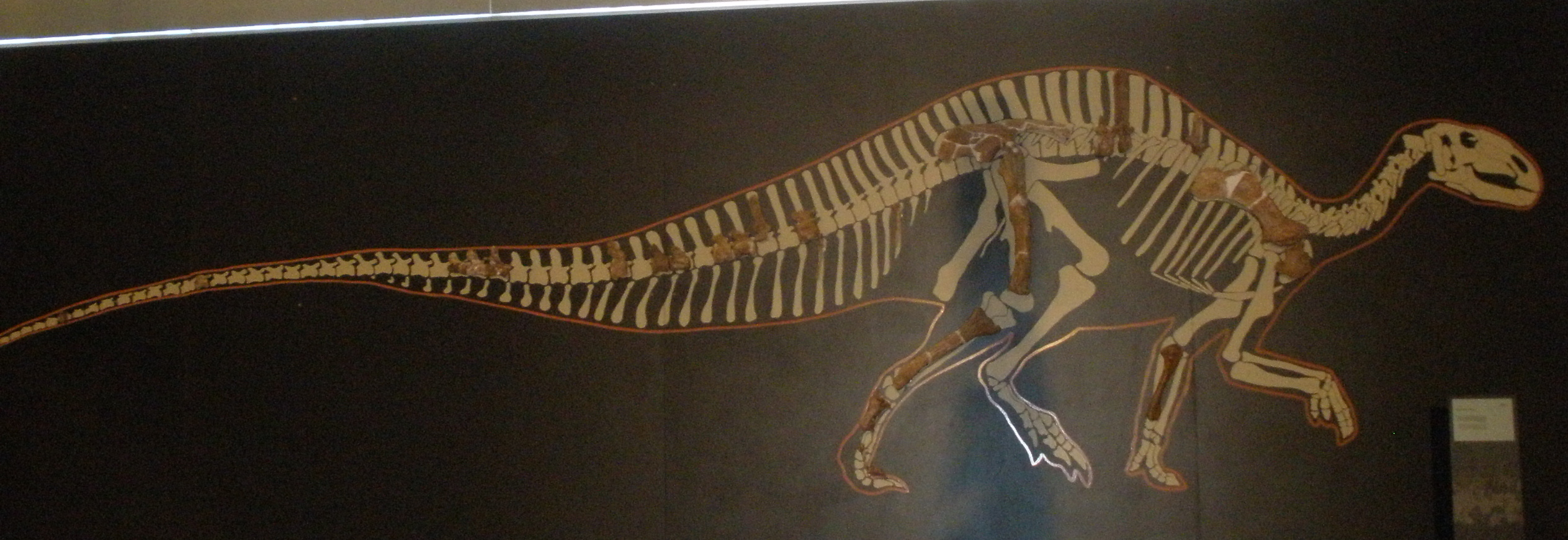
Fósseis de Rhabdodon montados na parede sobrepostos ao esqueleto e à silhueta de Tenontosaurus

Rhabdodon é conhecido no sul da França, embora restos fragmentários do leste da Espanha tenham sido atribuídos ao gênero. Rhabdodon era grande em comparação com seus parentes mais próximos e, de fato, um artigo recente (Ősi et al., 2012) determinou que ele é maior do que o status basal de rabdodontídeo; a partir disso, eles sugeriram que ele realmente experimentou gigantismo no "continente" e não nanismo insular, como sugerido anteriormente.
A espécie-tipo foi originalmente nomeada sob duas grafias por Matheron (1869): Rhabdodon priscum e Rabdodon priscum. Embora autores posteriores tenham adotado Rhabdodon como a grafia correta, este nome de gênero foi originalmente estabelecido para uma cobra em uma tese de Fleischmann (1831), o que levou alguns pesquisadores a abandonarem o nome em favor de Mochlodon. Em 1986, o paleontólogo suíço Winand Brinkmann apresentou um requerimento ao Código Internacional de Nomenclatura Zoológica (ICZN) para suprimir esse uso anterior de Fleischmann (1831) e alterar o nome específico para priscus. A aprovação desta petição pelo ICZN em 1988 conservou e formalizou o binome Rhabdodon priscus para a espécie-tipo.
Em 1991, os paleontólogos franceses Eric Buffetaut e Jean Le Loueff nomearam a segunda espécie como R. septimanicus, da Formação Argiles et Grès à Reptiles. Em 2025, os paleontólogos poloneses Łukasz Czepiński e Daniel Madzia reatribuíram esta espécie ao seu próprio gênero, Obelignathus.

## Descrição

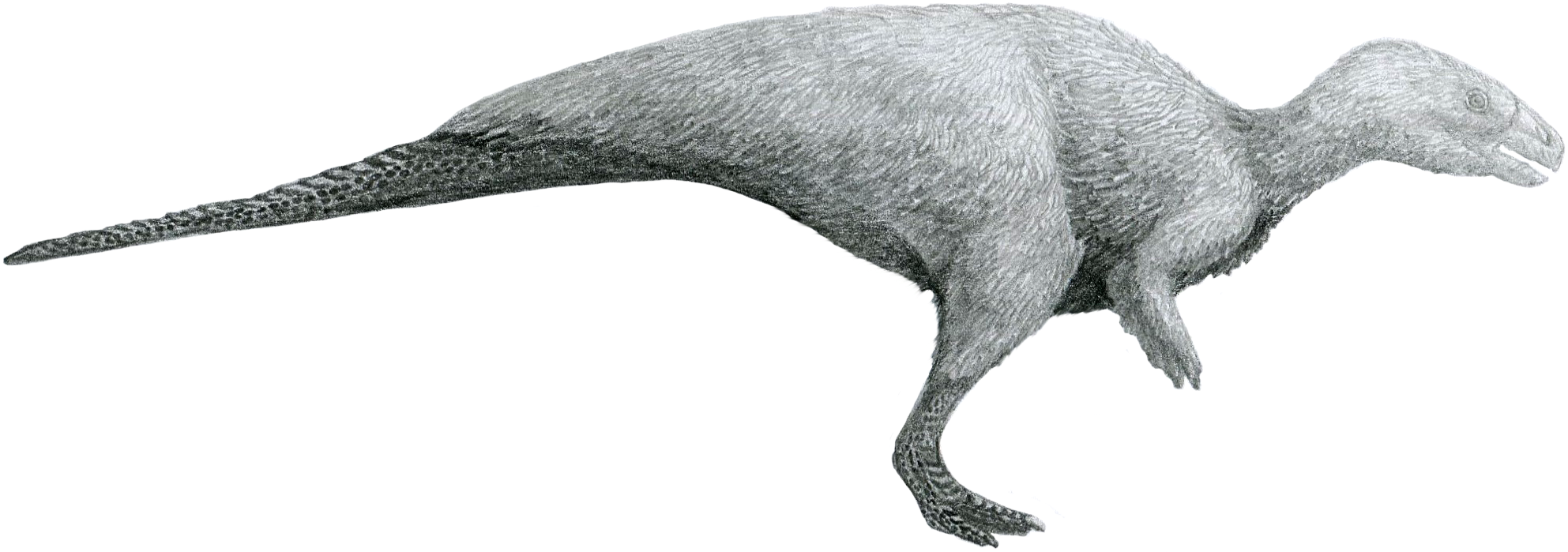
Representação especulativa do animal em vida

A constituição de Rhabdodon é semelhante a um "hipsilofodonte" muito robusto (ornitópode não iguanodontiano), embora todas as análises filogenéticas modernas considerem este um agrupamento não natural e que Rhabdodon seja um membro basal da Iguanodontia. Era maior entre seus parentes, medindo quatro metros  de comprimento e pesando 250 kg, com alguns espécimes possivelmente atingindo até seis metros de comprimento.

## Classificação

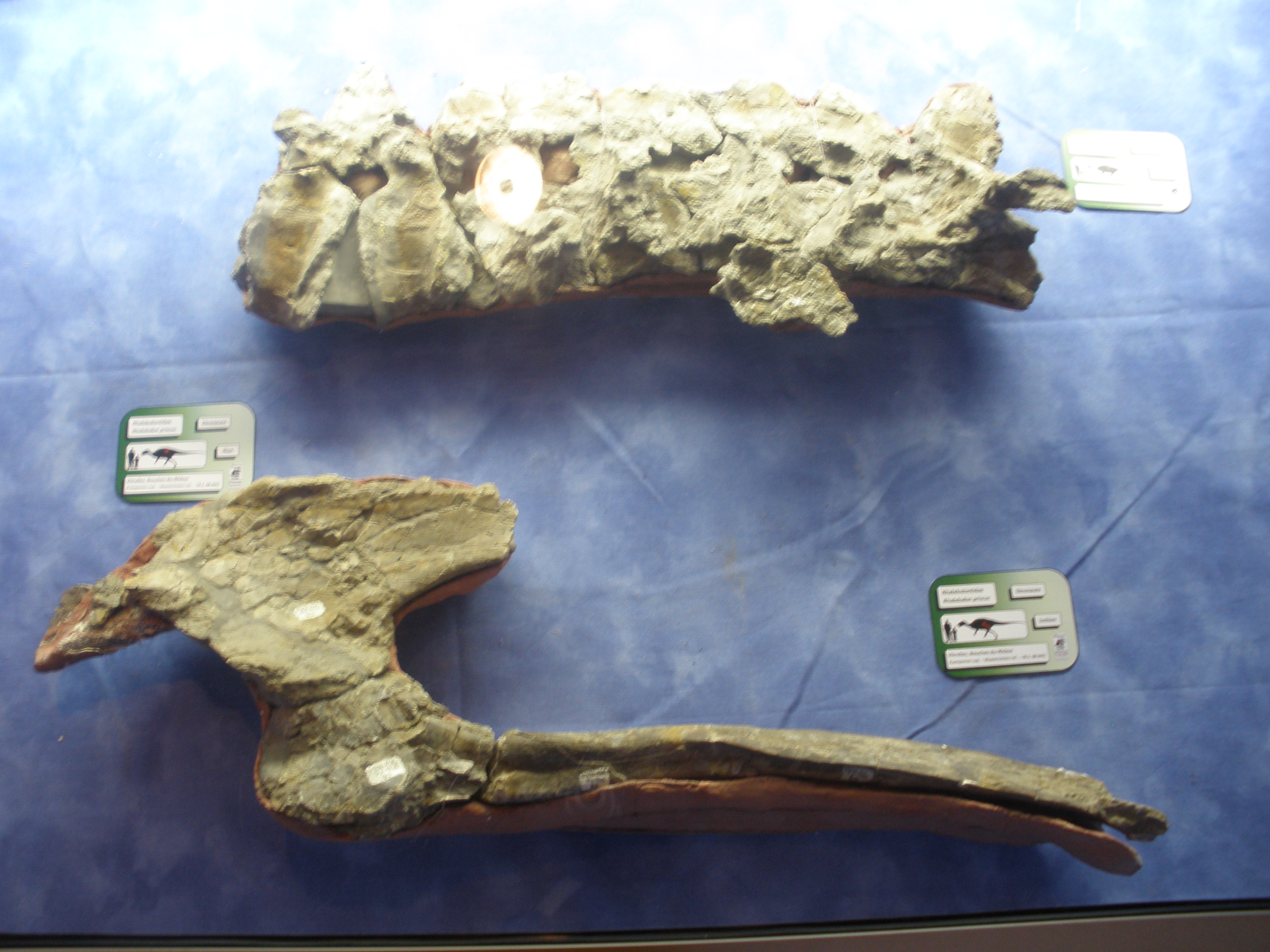
Pelve e vértebras

Rhabdodon é membro e espécie-tipo do clado Rhabdodontomorpha e da família Rhabdodontidae. Como membro destes grupos, é considerado um iguanodontiano de posição basal.
O cladograma abaixo é baseado na análise de Ösi et al. (2012):
|  | Dryomorpha    |
|  |               |
|  | Tenontosaurus |
|  |               |

|  | Rhabdodon                                              |
|  |                                                        |
|  | \| \| Mochlodon \| \| \| \| \| \| Zalmoxes \| \| \| \| |
|  |                                                        |
|  | Mochlodon                                              |
|  |                                                        |
|  | Zalmoxes                                               |
|  |                                                        |

|  | Mochlodon |
|  |           |
|  | Zalmoxes  |
|  |           |

|  | Dryomorpha    |
|  |               |
|  | Tenontosaurus |
|  |               |

|  | Rhabdodon                                              |
|  |                                                        |
|  | \| \| Mochlodon \| \| \| \| \| \| Zalmoxes \| \| \| \| |
|  |                                                        |
|  | Mochlodon                                              |
|  |                                                        |
|  | Zalmoxes                                               |
|  |                                                        |

|  | Mochlodon |
|  |           |
|  | Zalmoxes  |
|  |           |

|  | Dryomorpha    |
|  |               |
|  | Tenontosaurus |
|  |               |

|  | Rhabdodon                                              |
|  |                                                        |
|  | \| \| Mochlodon \| \| \| \| \| \| Zalmoxes \| \| \| \| |
|  |                                                        |
|  | Mochlodon                                              |
|  |                                                        |
|  | Zalmoxes                                               |
|  |                                                        |

|  | Mochlodon |
|  |           |
|  | Zalmoxes  |
|  |           |

|  | Dryomorpha    |
|  |               |
|  | Tenontosaurus |
|  |               |

|  | Rhabdodon                                              |
|  |                                                        |
|  | \| \| Mochlodon \| \| \| \| \| \| Zalmoxes \| \| \| \| |
|  |                                                        |
|  | Mochlodon                                              |
|  |                                                        |
|  | Zalmoxes                                               |
|  |                                                        |

|  | Mochlodon |
|  |           |
|  | Zalmoxes  |
|  |           |

|  | Dryomorpha    |
|  |               |
|  | Tenontosaurus |
|  |               |

|  | Rhabdodon                                              |
|  |                                                        |
|  | \| \| Mochlodon \| \| \| \| \| \| Zalmoxes \| \| \| \| |
|  |                                                        |
|  | Mochlodon                                              |
|  |                                                        |
|  | Zalmoxes                                               |
|  |                                                        |

|  | Mochlodon |
|  |           |
|  | Zalmoxes  |
|  |           |

|  | Dryomorpha    |
|  |               |
|  | Tenontosaurus |
|  |               |

|  | Rhabdodon                                              |
|  |                                                        |
|  | \| \| Mochlodon \| \| \| \| \| \| Zalmoxes \| \| \| \| |
|  |                                                        |
|  | Mochlodon                                              |
|  |                                                        |
|  | Zalmoxes                                               |
|  |                                                        |

|  | Mochlodon |
|  |           |
|  | Zalmoxes  |
|  |           |

|  | Dryomorpha    |
|  |               |
|  | Tenontosaurus |
|  |               |

|  | Rhabdodon                                              |
|  |                                                        |
|  | \| \| Mochlodon \| \| \| \| \| \| Zalmoxes \| \| \| \| |
|  |                                                        |
|  | Mochlodon                                              |
|  |                                                        |
|  | Zalmoxes                                               |
|  |                                                        |

|  | Mochlodon |
|  |           |
|  | Zalmoxes  |
|  |           |

|  | Dryomorpha    |
|  |               |
|  | Tenontosaurus |
|  |               |

|  | Rhabdodon                                              |
|  |                                                        |
|  | \| \| Mochlodon \| \| \| \| \| \| Zalmoxes \| \| \| \| |
|  |                                                        |
|  | Mochlodon                                              |
|  |                                                        |
|  | Zalmoxes                                               |
|  |                                                        |

|  | Mochlodon |
|  |           |
|  | Zalmoxes  |
|  |           |

|  | Dryomorpha    |
|  |               |
|  | Tenontosaurus |
|  |               |

|  | Rhabdodon                                              |
|  |                                                        |
|  | \| \| Mochlodon \| \| \| \| \| \| Zalmoxes \| \| \| \| |
|  |                                                        |
|  | Mochlodon                                              |
|  |                                                        |
|  | Zalmoxes                                               |
|  |                                                        |

|  | Mochlodon |
|  |           |
|  | Zalmoxes  |
|  |           |

|  | Dryomorpha    |
|  |               |
|  | Tenontosaurus |
|  |               |

|  | Rhabdodon                                              |
|  |                                                        |
|  | \| \| Mochlodon \| \| \| \| \| \| Zalmoxes \| \| \| \| |
|  |                                                        |
|  | Mochlodon                                              |
|  |                                                        |
|  | Zalmoxes                                               |
|  |                                                        |

|  | Mochlodon |
|  |           |
|  | Zalmoxes  |
|  |           |

|  | Dryomorpha    |
|  |               |
|  | Tenontosaurus |
|  |               |

|  | Rhabdodon                                              |
|  |                                                        |
|  | \| \| Mochlodon \| \| \| \| \| \| Zalmoxes \| \| \| \| |
|  |                                                        |
|  | Mochlodon                                              |
|  |                                                        |
|  | Zalmoxes                                               |
|  |                                                        |

|  | Mochlodon |
|  |           |
|  | Zalmoxes  |
|  |           |

|  | Dryomorpha    |
|  |               |
|  | Tenontosaurus |
|  |               |

|  | Rhabdodon                                              |
|  |                                                        |
|  | \| \| Mochlodon \| \| \| \| \| \| Zalmoxes \| \| \| \| |
|  |                                                        |
|  | Mochlodon                                              |
|  |                                                        |
|  | Zalmoxes                                               |
|  |                                                        |

|  | Mochlodon |
|  |           |
|  | Zalmoxes  |
|  |           |

|  | Dryomorpha    |
|  |               |
|  | Tenontosaurus |
|  |               |

|  | Rhabdodon                                              |
|  |                                                        |
|  | \| \| Mochlodon \| \| \| \| \| \| Zalmoxes \| \| \| \| |
|  |                                                        |
|  | Mochlodon                                              |
|  |                                                        |
|  | Zalmoxes                                               |
|  |                                                        |

|  | Mochlodon |
|  |           |
|  | Zalmoxes  |
|  |           |

|  | Dryomorpha    |
|  |               |
|  | Tenontosaurus |
|  |               |

|  | Rhabdodon                                              |
|  |                                                        |
|  | \| \| Mochlodon \| \| \| \| \| \| Zalmoxes \| \| \| \| |
|  |                                                        |
|  | Mochlodon                                              |
|  |                                                        |
|  | Zalmoxes                                               |
|  |                                                        |

|  | Mochlodon |
|  |           |
|  | Zalmoxes  |
|  |           |

|  | Dryomorpha    |
|  |               |
|  | Tenontosaurus |
|  |               |

|  | Rhabdodon                                              |
|  |                                                        |
|  | \| \| Mochlodon \| \| \| \| \| \| Zalmoxes \| \| \| \| |
|  |                                                        |
|  | Mochlodon                                              |
|  |                                                        |
|  | Zalmoxes                                               |
|  |                                                        |

|  | Mochlodon |
|  |           |
|  | Zalmoxes  |
|  |           |

|  | Dryomorpha    |
|  |               |
|  | Tenontosaurus |
|  |               |

|  | Rhabdodon                                              |
|  |                                                        |
|  | \| \| Mochlodon \| \| \| \| \| \| Zalmoxes \| \| \| \| |
|  |                                                        |
|  | Mochlodon                                              |
|  |                                                        |
|  | Zalmoxes                                               |
|  |                                                        |

|  | Mochlodon |
|  |           |
|  | Zalmoxes  |
|  |           |

## Paleoecologia
Rhabdodon é conhecido a partir de um espécime da Formação Marnes Rouges Inférieures. O material conhecido inclui um dentário e muitos outros restos pós-cranianos. Mais especificamente, é conhecido da camada Bellevue, que produziu muitos fósseis de vertebrados. Embora tenha produzido muitos vertebrados, a formação possui apenas um registro escasso de plantas e invertebrados. Os vertebrados não dinossauros consistem em Lepisosteus, uma tartaruga indeterminada, e um crocodilo. A fauna de dinossauros da Formação Marnes Rouges Inférieures inclui Ampelosaurus, um animal classificado como Dromaeosauridae indeterminado, e um anquilossauro indeterminado. A ave Gargantuavis philoinos e ovos de dinossauro também foram recuperados.
Outra formação da qual Rhabdodon é conhecido é Gres de Saint-Chinian. Esta formação também contém fósseis de ovos de dinossauro, Nodosauridae indeterminado, (anteriormente conhecido como Rhodanosaurus lugdunensis), Theropoda indeterminado, Variraptor mechinorum, Avialae indeterminado, Enantiornithes indeterminado e um possível Abelisauridae indeterminado são conhecidos desta formação. Rhabdodon também é um dos poucos vertebrados conhecidos da Formação Gres de Labarre, com os únicos outros fósseis da formação pertencendo a Ampelosaurus atacis e um indeterminado Nodosauridae.